# Konrad von Megenberg
Konrad von Megenberg, född 1309, död 14 april 1374, var en medelhögtysk författare.
Konrad undervisade i filosofi vid universitetet i Paris, flyttade sedan till Wien och Regensburg. Konrad skrev polemiska skrifter på latin och var den förste naturvetenskaplige forskare som skrev på tyska. Bland hans verk märks Spæra, en handbok i fysik samt Buch der Natur (1349-50, utgiven av Pfeiffer 1861), en självständig bearbetning av Thomas von Cantimprés De naturis rerum.